# Interleague (baseball)
L'Interleague è una competizione di Baseball che riunisce alcune delle migliori squadre del sud-est europeo.

## Albo d'oro
- 1998 -  Olimpija Karlovac
- 1999 -  Olimpija Karlovac
- 2000 -  Kranjski Lisjaki
- 2001 -  Sleepwalkers Budapest
- 2002 -  Ants Nagykanizsa
- 2003 -  Baseball Klub Zagreb
- 2004 -  Baseball Klub Zagreb
- 2005 -  Nada Split
- 2006 -  Kelteks Karlovac
- 2007 -  Kelteks Karlovac
- 2008 -  Baseball Klub Zagreb
- 2009 -  Vindija Varazdin
- 2010 -  Nada Split
- 2011 -  Baseball Klub Zagreb
- 2012 -  Angles Trnava
- 2013 -  Olimpija Karlovac
- 2014 -  Olimpija Karlovac
- 2015 -  Nada Split
- 2016 -  Nada Split
- 2017 -  Nada Split
- 2018 -  Olimpija Karlovac
- 2019 -  Apollo Bratislava
- 2020 - Non disputata
- 2021 - Non disputata
- 2022 -  Nada Split